# Шмідт Дмитро Аркадійович
Шмідт Дмитро Аркадійович (справжнє ім'я — Давид Аронович Гутман; нар. 1896 — пом. 1937) — член ВУЦВК з 1924 по 1929 рр.

## Життєпис
Народився у м. Прилуки на Чернігівщині у сім'ї службовця. Закінчив початкову школу, трудову діяльність розпочав підручним слюсаря.
З початком Першої Світової війни був мобілізований на будівництво залізничного мосту біля м.Миколаїв. Звідти відправлений до діючої армії. За хоробрість був нагороджений Георгіївськими хрестами всіх чотирьох ступенів.
У 1918 повернувся до Прилук. Стає членом ревкому, заступником командира червоногвардійського загону. Керував партизанським загоном. Після поразки повстання брав участь у формуванні Другої Української Радянської дивізії, був командиром 5-го полку в складі дивізії.
У роки громадянської війни брав участь у боях під Полтавою, Харківом, Кременчуком, Катеринославом, за Царицин, Перекопом.
Після війни — на командних посадах у Червоній Армії. Був делегатом XII з'їзду Компартії України, членом ВУЦВК з 1924 по 1929.
Репресований

## Нагороди
- 4 х Георгіївський хрест
- 2 х Орден Червоного Прапора
- Почесна зброя